# Ferdinand Rapedius de Berg

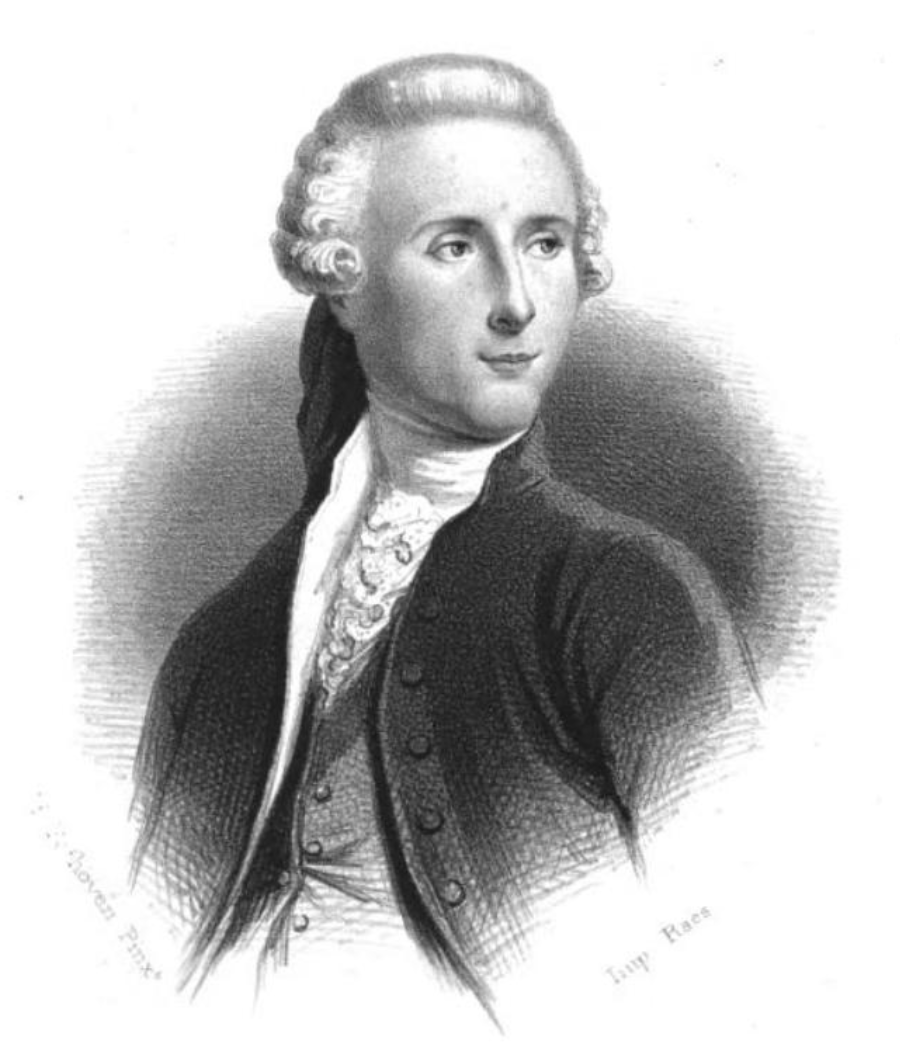

Ferdinand Pierre Rapedius de Berg (Brussel, 5 maart 1740 - Wenen, 25 februari 1802) was heer van Berg en advocaat, rechter en polygraaf in de Oostenrijkse Nederlanden.

## Leven
Hij studeerde rechten aan de Universiteit van Leuven en werd dan in Brussel advocaat bij de Soevereine Raad van Brabant. Op 18 februari 1772 trouwde hij met de advocatendochter Isabelle Josèphe Orts (1753-1836). 
In 1775 werd Rapedius de Berg de laatste amman van de stad Brussel. In die functie kreeg hij in 1778 een berisping van landvoogd Karel van Lorreinen vanwege een representatie die in slechte aarde viel. Het verhinderde hem niet te zetelen als rechter in de Raad van Brabant en ook in de Geheime Raad. 
Rapedius de Berg behoorde tot de vrijmetselarij. Hij stond in 1777 ingeschreven in het bestuur van de Union (derde loge in Brussel, nr. 9). Met hertog Lodewijk Engelbert van Arenberg en diens assistente Marie-Caroline Murray publiceerde hij in 1785 een anoniem voorstel om in het Warandepark een theater te bouwen, omringd door speelzalen, winkels en cafés. Aan dit Projet de construction d'une salle de spectacle pour Bruxelles werd geen gevolg gegeven.
Hij publiceerde verschillende geschriften die door de Theresiaanse Academie werden bekroond.

## Publicaties
- Mémoire sur la question: depuis quand le droit romain est-il connu dans les provinces des Pays-Bas autrichiens & depuis quand y a-t-il force de loi?, 1783
- Mémoires et documents pour servir à l'histoire de la révolution brabançonne, vol. I, 1842 en vol. II, 1843